# Veículo
Veículo (do latim vehiculum) é uma máquina que transporta pessoas ou carga. Os veículos incluem bicicletas, veículos motorizados (motocicletas, carros, caminhões, ônibus), veículos sobre trilhos (trens, bondes, etc.), embarcações (navios, barcos), veículos anfíbios (hovercraft, etc), aeronaves (aviões, helicópteros) e espaçonaves.
Os veículos terrestres são classificados de forma ampla pelo que é usado para aplicar as forças de direção ao solo: rodas, rastos, trilhos, etc. O ISO 3833-1977 é o padrão, também usado internacionalmente na legislação, para tipos, termos e definições de veículos rodoviários.